# 당전만

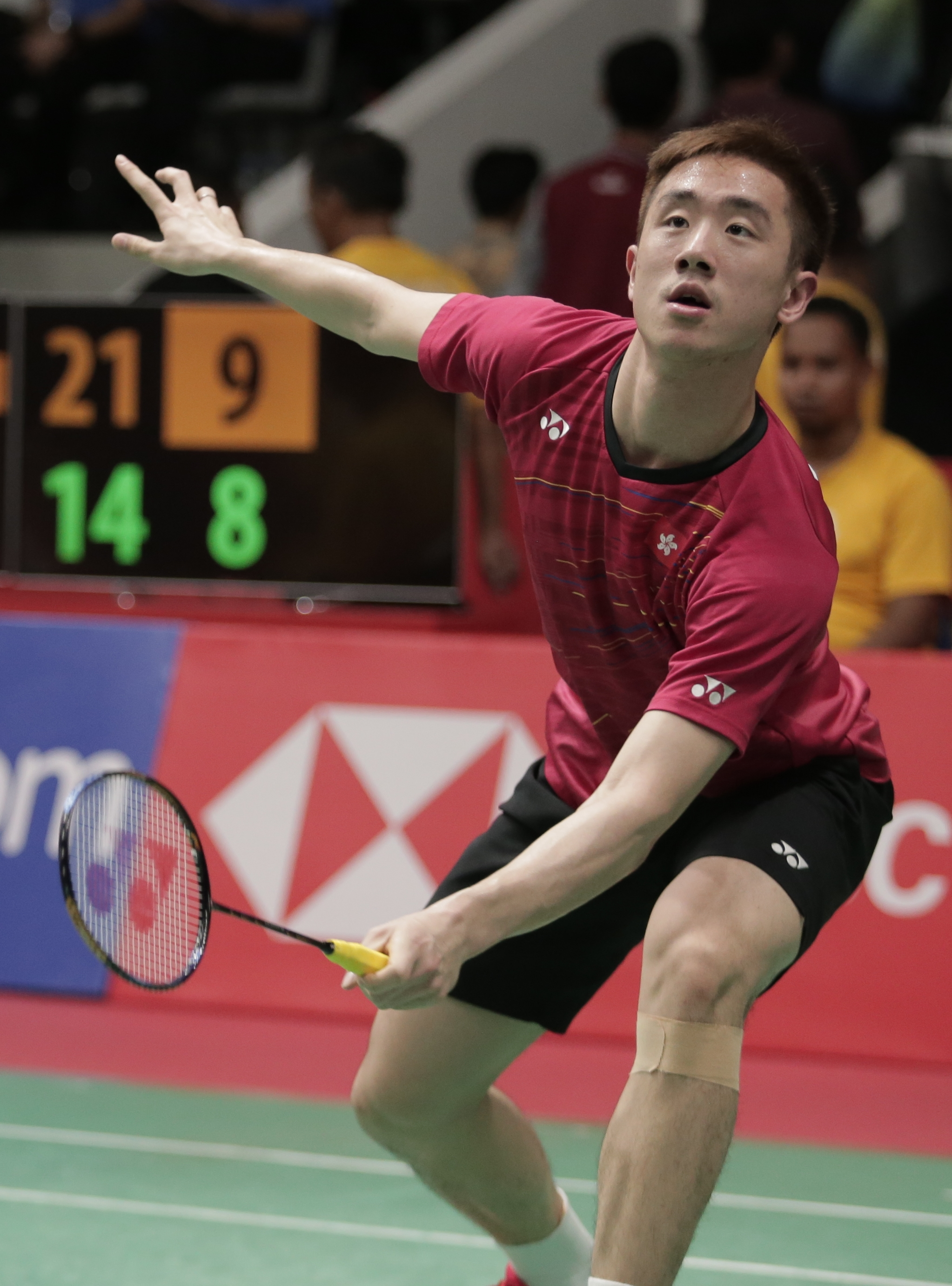

당전만(중국어: 鄧俊文, 월병: dang6 zeon3man4, 1995년 3월 20일 ~ )은 홍콩의 남자 배드민턴 선수이다.